# فهرست مفاهیم فلسفی
در زیر فهرست مفاهیم فلسفی ذکر شده است.

## آ
- آپایرون
- آتمن
- آدیافورا
- آرتا
- آرمان‌گرایی
- آزادی واقعی
- آگاهی طبقاتی
- آوف هه بونگ
- آوانگارد
- آوادهوتا

## ا
- ابدیت
- ابرانسان
- ابزارگرایی
- ابژه (فلسفه)
- اپوخه
- اثر هنری
- اثیر
- انتزاعی و انضمامی
- احساسات زیبایی‌شناختی
- اختیار
- اخلاق مراقبت
- ادراک
- ادراک استعلایی
- ادراک معصومانه
- ارزش حقیقت
- ارزش
- اروتیسم
- استعلا
- استنباط
- استدلال
- استدلال منطقی
- استلزام
- اصلاح
- اصل
- اصل انسان‌نگر
- اصل تعاون (اصول گریس)
- اصل اثر مضاعف
- اصل خون
- اصل خاک
- اصل کفایت علّی
- اصل مصداق
- اطلاعات
- اعتبار
- اکوتکنیک
- الگو
- ام
- امر مطلق
- امفالوس
- انتخاب
- انتگرال یوگا
- اندیشه
- انرژی کندالینی
- انزجار
- انسداد شناختی
- اَوَتار
- اول، آسیب نرسان
- ایثار جان
- ایده
- ایدئولوژی
- ایمان به زمین
- این‌همانی

## ب
- بازدارنده
- بازنمایی ذهنی
- باور
- باورپذیری
- بدن بدون اندام
- برآمدگی
- برساخته
- بر قانونی
- برهمانده پورانه
- برهمن
- بیانیه هنری
- بی‌اعتمادی
- بی‌حوصلگی
- بی‌عدالتی
- بی‌عدالتی معرفت‌شناختی
- بیگانه
- بی‌گناهی
- بی‌نهایت (فلسفه)

## پ
- پارادوکس
- پترن
- پدیدارشناسی وجودی
- پراکریتی
- پرتاب‌شدگی
- پساهژمونی
- پنوما
- پوروشا
- پیش‌انگاری
- پیشینی و پسینی

## ت
- تاریخ و آگاهی طبقاتی
- تحقیق تجربی
- تحلیل فلسفی
- تجربه
- ترکیب علل
- تسلسل
- تصدیق نیچه‌ای
- تفسیر زیبایی‌شناختی
- تعارض
- تعریف
- تغییر کمبریج
- تقابل دوتایی
- تمایز نوع و نمونه
- تنتره
- توانایی منفی
- توریه
- تولید میل

## ث
- ثابت منطقی

## ج
- جامعه
- جزم‌اندیشی
- جسم فیزیکی
- جنون الهی
- جوهر
- جهان ممکن

## چ
- چارواکا
- چاکرا
- چاندالا
- چایتانیا
- چنینی
- چهار علت

## ح
- حدس
- حرکت
- حرکت جوهری
- حس فرهنگی
- حق
- حقوق بشر
- حقوق طبیعی و قانونی
- حق وجود
- حقیقت
- حقیقت (فلسفه)
- حقیقت منطقی
- حکم
- حلقه ژیگس
- حلول

## خ
- خرد دنیوی
- خلأ خلاق
- خلاقیت
- خوددکارتی
- خودسازی
- خودمختاری
- خوشبختی
- خوش‌روانی
- خیر اجتماعی

## د
- داده‌های حسی
- دارشانا
- دارما
- دانش
- دانش اظهاری
- دانم که ندانم
- دایمونیک
- درستی اخلاقی
- درک تجسمی
- استیضاح (فلسفه)
- دکارتی دیگر
- دوستی
- دیالکتیک ارباب-برده
- دیانا
- دیکشا
- دیگرآیینی

## ذ
- ذهن
- ذهنیت (فلسفه)

## ر
- رابطه تجربی
- راجاس
- راجا یوگا
- رده‌بندی
- رضایت
- رن
- رنج
- روح زمانه
- روش تجربی
- ریزوم

## ز
- زمان
- زیبایی

## س
- سات‌چیت‌آناندا
- ساتوا
- ساتوری
- سبک
- سراسربین
- سرشت
- سرکوب ایدئولوژیک
- سرگرمی
- سلطه فرهنگی
- سندیت
- سوگیری شناختی
- سوبژه (فلسفه)

## ش
- شابدا
- شاکتی
- شرط امکان
- شرط لازم و کافی
- شعور سیاسی
- شکوه (مفهوم فلسفی)
- شهود
- شیب لغزنده

## ص
- صلح
- صلح پایدار
- صورت جوهری
- صورت منطقی

## ط
- طبقه

## ظ
- ظرافت
- ظلم نهادی

## ع
- عدالت
- عدالت توزیعی
- عشق
- عصمت
- عقل
- عقلانیت
- عقل سلیم
- علت مادی
- علت صوری
- علت فاعلی
- علت غایی
- علم هنجاری
- علیت
- عمل متقابل (فلسفه اجتماعی و سیاسی)
- عینیت (فلسفه)

## غ
- غیرقابل مشاهده

## ف
- فراذهن
- فرضیه شبیه‌سازی
- فضا و زمان مطلق
- فضیلت
- فلسفه پوچی
- فضیلت مدنی
- فضیلت معرفتی
- فلسفه خود

## ق
- قاعده طلایی
- قانون نجات
- قرارداد اجتماعی
- قصد
- قضیه
- قضیه صوری
- قیاس‌پذیری

## ک
- کارما
- کارما یوگا
- کلی
- کمیت
- کیفیات ذهنی
- کمپ (زیبایی‌شناسی)
- کوناتوس
- کیفیت

## گ
- گزاره تحلیلی–ترکیبی
- گرایش‌های گزاره‌ای
- گفتمان
- گمنشافت و گزلشافت

## ل
- لائیسیته
- لوگوس

## م
- ماده (فلسفه)
- مانترا
- مانسته
- ماهیت
- مایا
- مجازی (فلسفه)
- مجموعه
- محاکات
- مرجع
- مسکن
- مسئله استقراء
- مسئله گتیه
- مسئولیت اخلاقی
- مسئولیت روشن‌فکری
- مشکل مولینیو
- مطلق
- مغز در خمره
- مفهوم
- مقوله وجود
- مطلوبیت
- مطلق‌گرایی
- معناشناسی
- معنی وجودی
- معنی زندگی
- مفهوم
- ملت
- منطق
- موجودات ماورای طبیعی
- موضوع
- موکشا
- می‌اندیشم پس هستم

## ن
- نادرست
- نادانی
- ناز
- نام
- نحو
- نظریه ازخودبیگانگی
- نظریه انتگرال
- نظریه توجیه
- نظریه جنگ مشروع
- نظریه ماهیت انسان (مارکس)
- نفرت‌پراکنی
- نقد درون‌ماندگار
- نمی‌دانیم و نخواهیم دانست
- نهاد انضباطی

## و
- واپسین انسان
- واقعیت زیستی
- واقعیت بی‌رحمانه
- والا
- وجد
- وجدان
- وجره‌یانه
- وجود
- وحدت علم
- وحدت گزاره
- وضع طبیعی
- وضعیت گفتاری آرمانی
- وظیفه
- وفاداری
- وفاداری به اصل
- ویژگی

## ه
- هارمونی
- هستی
- هستی‌شناسی
- هم‌امکانی
- همه مردمان برابر آفریده شده‌اند
- هنجار (فلسفه)
- هنجار عمل متقابل
- هوس (فلسفه)
- هویت
- هویت فراجهانی

## ی
- یوگا